# Mikołaj Mielecki
Mikołaj Mielecki herbu Gryf (ur. ok. 1540, zm. 11 maja 1585 w Krakowie) – hetman wielki koronny w latach 1579–1580, hetman polskich wojsk zaciężnych w kampanii 1572 roku (dowodził 1300 żołnierzy), wojewoda podolski w latach 1569–1585, kasztelan wojnicki w 1569 roku, dworzanin królewski w 1560 roku, sekretarz królewski w 1557 roku, starosta sandomierski, starosta nowokorczyński od 1572 roku, starosta grodecki, chmielnicki i doliński, starosta żarnowiecki od 1579 roku.

## Życiorys

### Młodość
Był synem wojewody podolskiego i marszałka wielkiego koronnego Jana Mieleckiego oraz Anny Kolanki z Dalejowa.
Młodość spędził na podróżach zagranicznych po Europie. Odwiedził: Anglię, Szkocję, Szwajcarię i Włochy. Przez dłuższy okres przebywał też na dworze królewskim Ferdynanda I Habsburga, gdzie zdobywał w praktyce wiedzę na temat wojskowości, uczestnicząc w kampaniach wojennych wojsk cesarskich. Między innymi brał udział w oblężeniu Sienny w 1555 roku.

### Droga kariery
Po powrocie do Królestwa Polskiego w 1557 roku dzięki protekcji wpływowego ojca został starostą chmielnickim i sekretarzem królewskim. Brał udział w wojnie o Dominium Maris Baltici w Inflantach. Od 1562 roku był dworzaninem królewskim. Jako polityk zadebiutował w 1558 roku na sejmie w Piotrkowie Trybunalskim.
W 1564 roku Mikołaj Mielecki został jako rotmistrz podkomendnym hetmana polnego koronnego Stanisława Leśniowolskiego i brał udział w kampanii wojennej przeciwko Carstwu Rosyjskiemu, której celem było odzyskanie Połocka. W 1567 roku za zasługi na polu walki został obdarzony kasztelanią wojnicką. W 1569 roku podczas sejmu w Lublinie poparł króla Zygmunta II Augusta i opowiedział się za utworzeniem Rzeczypospolitej Obojga Narodów. W tym samym roku został wojewodą podolskim.
W 1571 roku posłował w imieniu króla polskiego na Węgry i do Siedmiogrodu. Brał udział w pogrzebie księcia Jana Zygmunta Zapolyi i elekcji księcia Stefana Batorego. Po powrocie do Rzeczypospolitej został starostą grodeckim.
W 1572 roku z rozkazu króla polskiego interweniował zbrojnie w Mołdawii. Mając nieliczne siły, nie udało mu się przywrócić na tron Bogdana IV. Mikołaj Mielecki zmuszony został wycofać się pod Chocim, gdzie skutecznie odpierał ataki wojsk tureckich i tatarskich oraz utrzymał pozycję do czasu przybycia posiłków i hetmana wielkiego koronnego Jerzego Jazłowieckiego.
Wyprawa mołdawska mimo braku odniesienia zwycięstwa przyniosła mu wielką popularność wśród szlachty i wojska. Król natomiast, doceniając talent dowódczy Mieleckiego, przyznał mu w nagrodę starostwo korczyńskie.
Podczas bezkrólewia w Rzeczypospolitej w 1572 roku Mielecki popierał początkowo kandydaturę Jana III Wazy. Był uczestnikiem zjazdu w Knyszynie 31 sierpnia 1572 roku. Podpisał konfederację warszawską 1573 roku. Ostatecznie jednak na elekcji zgodził się na wybór Henryka Walezego. Po wyjeździe Walezego do Francji początkowo związał się ze stronnictwem politycznym optującym za wyborem nowego króla polskiego spośród szlachty. Był nawet przez pewien czas typowany obok wojewody sandomierskiego Jana Kostki na kandydata do tronu. Później przeszedł do obozu habsburskiego. W czasie wolnej elekcji 1575 roku głosował na cesarza Maksymiliana II Habsburga.
W 1575 roku przebywał na Podolu, gdzie odpierał najazdy tatarskie. Odniósł zwycięstwa pod Ostropolem i Sieniawą.
Po wyborze przez szlachtę Stefana Batorego na króla Polski i jego koronacji dalej opowiadał się za cesarzem Maksymilianem. Pogodził się z dworem królewskim dopiero podczas oblężenia Gdańska w 1577 roku, gdy przybył do Grabin i tam, spotkawszy się z Batorym, złożył mu hołd wiernopoddańczy.
Po 1578 roku związał się sojuszem politycznym z Janem Zamoyskim. W 1578 roku na sejmie w Warszawie Mikołaj Mielecki opowiadał się gorliwie za wojną z Carstwem Rosyjskim. Jego działania wśród szlachty w tej kwestii zostały dostrzeżone przez króla, który na radzie Senatu 2 lutego 1579 roku nadał mu urząd hetmana wielkiego koronnego.

### Hetman wielki koronny
Natychmiast po objęciu stanowiska hetmana Mikołaj Mielecki rozpoczął przygotowania do wyprawy wojennej. Po zorganizowaniu wojsk ruszył ze swoją armią na Litwę. Po połączeniu oddziałów hetmańskich i królewskich w Wilnie udał się do Świra, gdzie na tamtejszym zamku brał udział w naradzie wojennej, która zadecydowała o marszu na Połock.
Podczas kampanii połockiej Mikołaj Mielecki był dowódcą prawej kolumny głównej armii, która stanowiła awangardę oddziałów dowodzonych przez króla. Pod Połockiem uczestniczył w oblężeniu twierdzy jako dowódca sił polskich. Po kapitulacji Połocka, która miała miejsce 30 sierpnia 1579 roku, wyprawił się z rozkazu Batorego na Sokół, gdzie stacjonowała armia księcia Fiodora Szeremietiewa. Po przybyciu pod twierdzę w ciągu dwóch dni zdołał pokonać armię rosyjską i wziąć do niewoli jej głównodowodzącego. Szturm armii polskiej na Sokół zakończył się spaleniem miasta, zburzeniem i wymordowaniem załogi twierdzy. W październiku 1579 roku Mielecki zdobył w podobny sposób kreml Suski.
Okrucieństwo niemieckich wojsk zaciężnych podległych hetmanowi podczas tej wyprawy stało się powodem jego krytyki ze strony niektórych dowódców. Mielecki popadł w tym czasie w konflikt z hetmanem wielkim litewskim Mikołajem Radziwiłłem Rudym i kanclerzem wielkim koronnym Janem Zamoyskim. Również król zwrócił uwagę na jego zachowanie „szukając powodów do przygany i nie wiedzieć już czego ma żądać od hetmana”. Rozgoryczony postawą Batorego hetman złożył dowództwo i wycofał się na ponad rok z życia publicznego.

### Ostatnie lata życia
Pomimo krytyki ze strony głównodowodzących kampania połocka przyniosła Mieleckiemu wielką popularność wśród szlachty. Wojewoda podolski próbował to wykorzystać w 1581 roku podczas sejmu w Warszawie, w trakcie którego ponownie opowiadał się za wojną z Rosją. Nie przyniosło mu to jednak poparcia wśród magnaterii. Sejm oficjalnie pozbawił go też buławy hetmańskiej na rzecz Zamoyskiego.
Po 1581 roku Mikołaj Mielecki zaczął tracić wpływy na dworze królewskim na rzecz Jana Zamoyskiego. W 1585 na sejmie w Warszawie podjął starania pogodzenia się z królem i nowym hetmanem wielkim koronnym.
Zabiegi te przerwała nagła śmierć wojewody w Krakowie.
Mikołaj Mielecki został pochowany w kościele parafialnym św. Mateusza w Mielcu.

## Życie prywatne

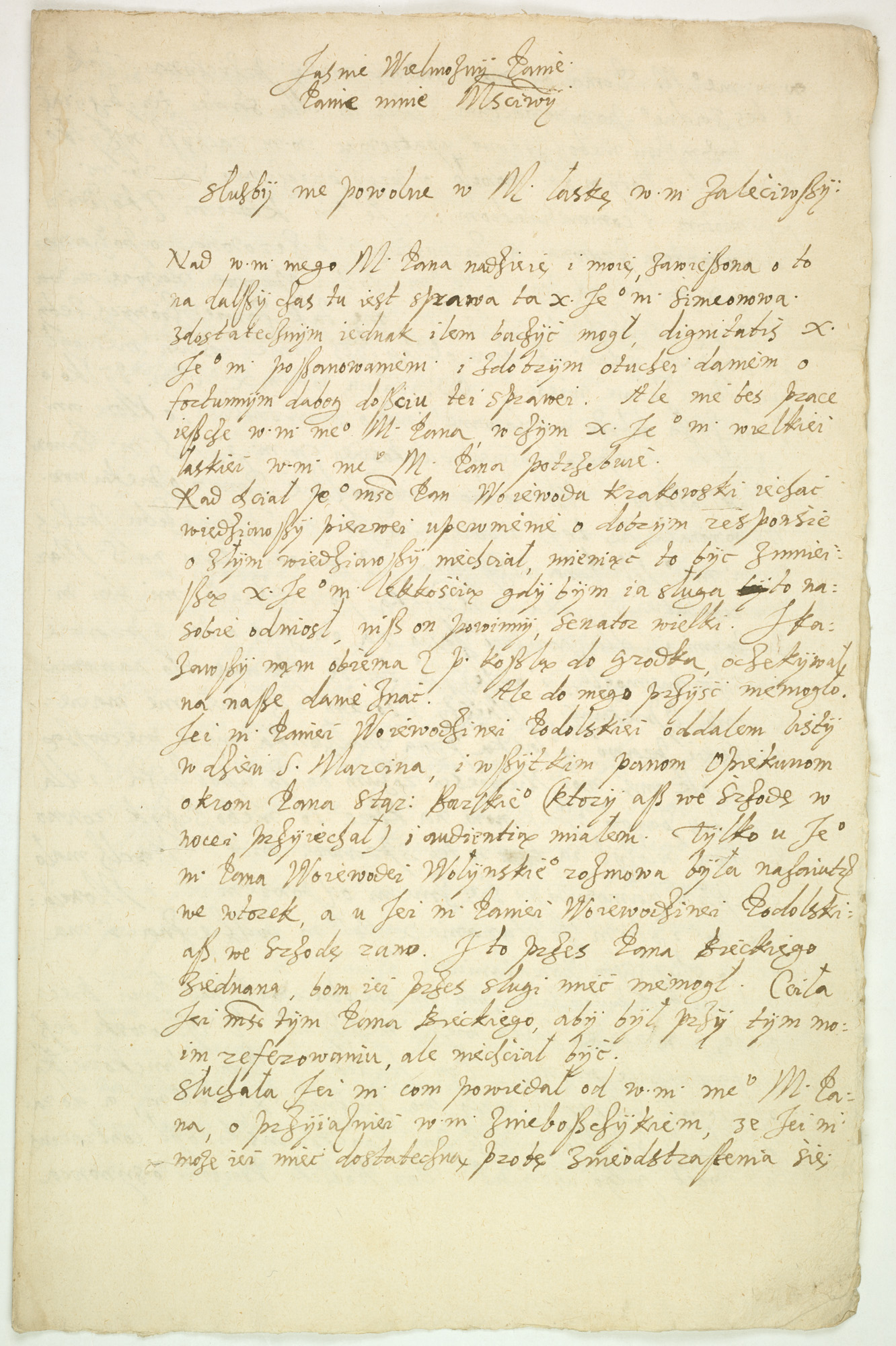
List sługi Andrzeja Tęczyńskiego do Elżbiety Mieleckiej, wdowy po Mikołaju, z relacją z rozmów, których celem miało być uzyskanie zgody na ślub księcia Słuckiego Jana Szymona Olelkowicza z córką Elżbiety, Zofią. Napisany w Gródku kilka dni przed 11 listopada 1585.

Mikołaj Mielecki był właścicielem rozległych dóbr w Małopolsce i na Ukrainie. Do najważniejszych jego posiadłości należały miasta Ujście i Dalejowo na Podolu. Był również współwłaścicielem Mielca.
Do lat 80. XVI wieku był wyznawcą kalwinizmu. Pod wpływem jezuitów przeszedł na katolicyzm. Odtąd darzył sympatią Towarzystwo Jezusowe i otaczał je protekcją. Był fundatorem hospicjum w Rzymie oraz przebudowy i upiększenia katedry we Lwowie.
W 1566 roku Mikołaj Mielecki poślubił Elżbietę Radziwiłłównę, córkę Mikołaja Radziwiłła Czarnego. Żona, wychowana w kalwinizmie, z czasem przeszła na arianizm. Pod wpływem męża i jego kapelanów zmieniła jednak po raz kolejny wyznanie i później była katoliczką.
Mikołaj i Elżbieta Mieleccy mieli dwie córki:
- Zofia była żoną księcia Siemiona Olelkowicza-Słuckiego, a później Jana Karola Chodkiewicza.
- Katarzyna została żoną Jana Ostroroga.

## Mikołaj Mielecki w literaturze
W literaturze Mikołaja Mieleckiego przedstawił kilkakrotnie Jan Kochanowski, który znał hetmana od czasów, gdy ten przebywał jeszcze na służbie Habsburgów we Włoszech. Postać Mieleckiego pojawia się również w rozprawie Jana Łasickiego Historia de ingressu Polonorum in Valachiam poświęconej wyprawie mołdawskiej z czasów Zygmunta II Augusta.